# Luis Suárez
Luis Alberto Suárez Díaz (Salto, 24. siječnja 1987.) urugvajski je nogometaš i urugvajski reprezentativac. Trenutačno igra za Inter Miami.

## Klupska karijera

### Nacional
Karijeru je počeo u urugvajskom prvoligašu Nacionalu gdje je i prošao kroz mlađe selekcije, za vrijeme boravka u Nacionalu odigrao je 27 utakmica uz 10 postignutih golova te je tako pomogao klubu u osvajanju jednog prvenstva.

### Groningen
Nakon uspješne sezone Groningen je otkupio njegov ugovor za 800.000 eura. Za vrijeme svoje prve sezone u Europi Suarez se dobro snašao i zabio 10 golova u 29 utakmica. Njegove impresivne partije privukle su pažnju velikih klubova pa je tako u ljeto 2007. prešao u Ajax za 7.5 milijuna eura.

### Ajax
Suarez je debitirao za klub u utakmici lige prvaka protiv Slavie Prag. U Eredivisiji je u debiju dao gol i triput asistirao i na kraju izborio jedanaesterac. Prvu sezonu je završio s 20 golova u 40 nastupa.
Sezonu 2008./09. završio je s 31 utakmicom i 21 golom. Ta sezona je upamćena po tome što je dobio čak sedam žutih kartona kroz natjecanje.
Sezonu 2009./10. odigrao je fantastično, zabio je hattrick u doigravanju Europske lige protiv Slovana iz Bratislave. Sezonu je doveo kraju s 35 golova u ligi (odnosno 49 ukupno). Zabio je 6 golova u jednoj utakmici Nizozemskog kupa. Na kraju sezone dobio je nagradu za najboljeg igrača lige.

### Liverpool
Suarez je 28. siječnja 2011. otišao za 27 milijuna eura u engleski Liverpool.

### Barcelona
Dana 7. srpnja 2014. mediji su javili da je postignut dogovor između Barcelone i Liverpoola, a sam Suarez se odlučio za broj 9, nakon što je bivši igrač Barcelone Alexis Sánchez koji je prethodni nosio broj 9 prešao u Arsenal. Suárez je s Barcelonom osvojio Ligu prvaka 2014./15. protiv Juventusa (3:1), a u finalu je postigao pogodak.

### Atlético Madrid
U ljeto 2020., potpisao je za španjolski Atlético Madrid u transferu vrijednom 6 milijuna eura. Prvi nastup za Atlético upisao je 27. rujna 2020. godine, ušavši u 70. minuti utakmice umjesto Diega Coste. U istoj utakmici postigao je svoja prva dva pogotka i jednu asistenciju, te je proglašen za igrača utakmice.

## Reprezentativna karijera
Suarez je debitirao za Urugvaj 8. veljače 2007. u pobjedi protiv Kolumbije 3:1, isključen je u 85. minuti nakon što je dobio drugi žuti karton. Suarez se ustalio u reprezentaciji i startao u prve 4 utakmice kvalifikacija za SP 2010 te je činio ubojiti napadački tandem sa sunarodnjakom Diegom Forlanom.

### SP 2010
Na SP u JAR-u bio je drugi strijelac Urugvaja s tri pogotka u 6 nastupa, te je time pomogao momčadi da osvoji četvrto mjesto. On ih je sam uz pomoć vratnice uveo u polufinale, kada je udarac Ganskog igrača u 120 minuti s crte izbacio rukom, a Ganci nisu uspjeli realizirati jedanaesterac. 

### SP 2014
Na svojoj prvoj utakmici na SP u Brazilu zabio je dva zgoditka Engleskoj za pobjedu 2:1. U utakmici protiv Italije ugrizao je talijanskog igrača Chiellinija za rame te ga je FIFA kaznila s neigranjem devet utakmica za Urugvaj, 4 mjeseca zabrane igranja nogometa u bilo kojoj organizaciji i novčano sa 100.000 švicarskih franaka.

## Privatno
Odrastao je uz sedam braće i samohranu majku. Luis je bio problematičan tinejdžer sklon opijanju i partijanju, a ne nogometu. Nakon ultimatuma trenera u mlađim kategorijama Nacionala počeo je ozbiljnije shvaćati nogomet. Stariji brat Paolo je također nogometaš.

## Vanjske poveznice
- Profil na Transfermarktu
- Profil na Soccerwayu